# Pantydia dochmosticta
Pantydia dochmosticta là một loài bướm đêm trong họ Erebidae.